# Pere Catasús i Ferret
Pere Catasús i Ferret   (Sitges, 15 de setembre de 1841 - Barcelona, 20 de desembre de 1914) va ser un empresari d'hidrocarburs català.

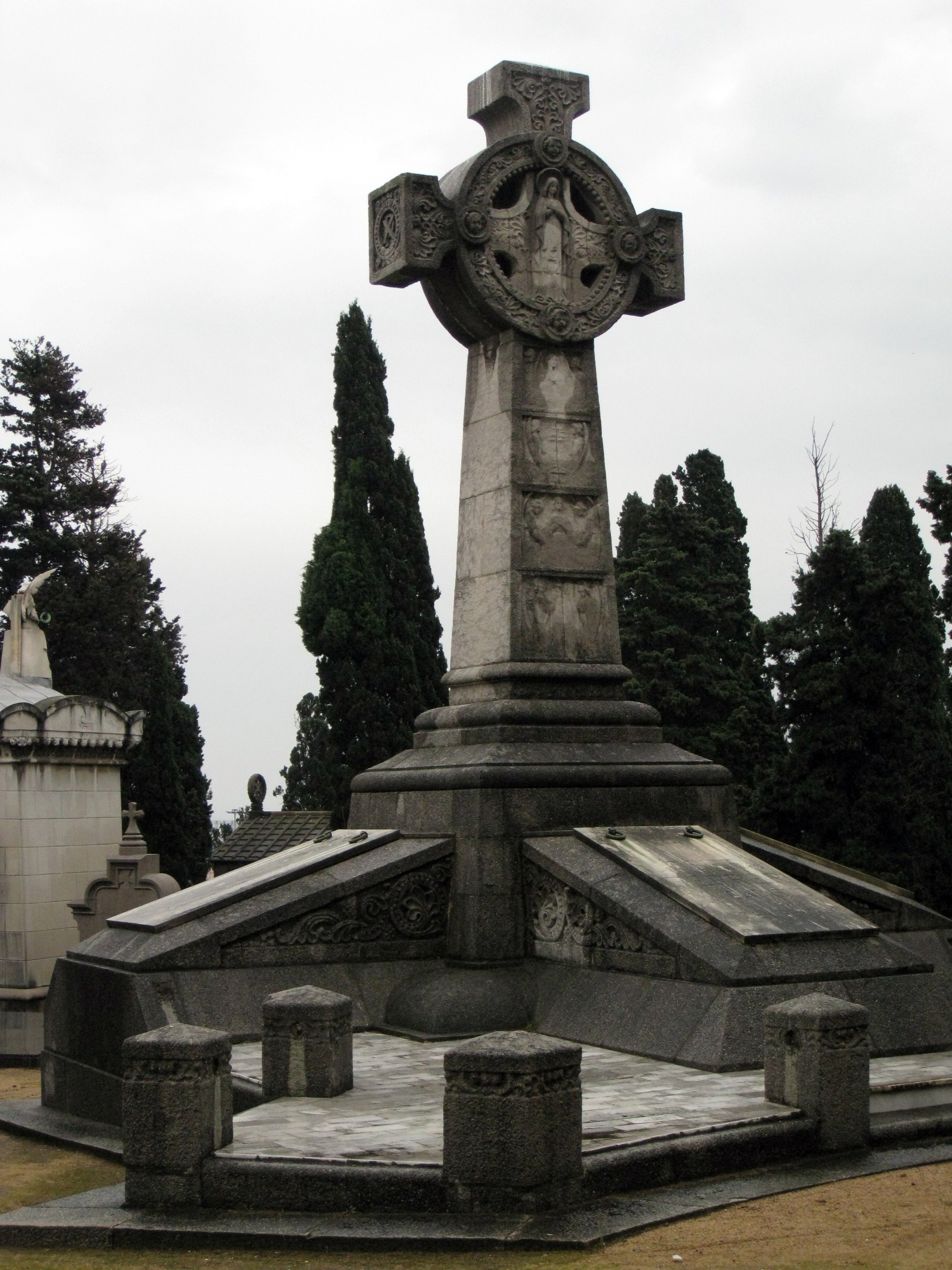
Panteó de Pere Catasús al Cementiri de Montjuïc

Amb dotze anys seguí les passes de molts altres sitgetans i emigrà a Cuba, on s'establí a Santiago, com ja havia fet son germà Antoni el 1845. Amb els seus germans Josep i Antoni fundà a mitjans del segle xix la societat comercial Catasús Hnos., dedicada a la comercialització, especialment de queviures. L'entrada de nous socis portà la seva reconversió en Catasús y Casanovas, fins que la guerra dels deu anys els portà el 1868 a abandonar l'illa.

## Catasús y Compañía
Establert a Barcelona, el 1877 hi fundà amb els seus germans i el seu cunyat Josep Planas i Carbonell la societat Catasús y Compañía. Aquesta societat es dedicà a diverses activitats, com l'exportació de vins i la venda de fustes (consta que el 1910 adquirí un magatzem de fustes a Terrassa per a fer-ne una sucursal  Arxivat 2014-02-24 a Wayback Machine.), però el seu fort foren la importació i refinatge de petroli. D'ella en fou la primera refineria de petroli de l'estat espanyol, emplaçada en el municipi de Sant Martí de Provençals, en el que ara és el Poblenou de Barcelona; inaugurada el 1868, l'edifici rebé la denominació popular de El Petroli. L'empresa participà en l'Exposició Universal de Barcelona del 1888, on guanyà una medalla d'or.
L'any 1890, Catasús y Cía. aconseguí la fragata Villa de Sitges, que dedicà al transport de petroli des dels Estats Units. A aquesta fragata se n'hi uní el 1891 una altra, La Perla de Sitges, i a l'any següent un vapor, el Ciudad de Reus, aquest darrer construït especialment a Anglaterra amb diversos tancs amb capacitat per trenta-quatre mil barrils de petroli, esdevenint un antecessor dels actuals petroliers.
L'increment en l'ús dels automòbils portà l'empresa a començar a fabricar gasolines el 1900, i comercialitzar-les amb la marca Gas-Motor Catasús, de molta anomenada a inicis del segle xx. L'empresa també signà un acord amb el RACC el 1909 per a l'establiment de benzineres a Catalunya, de les que n'obrí cinc a les sortides de Barcelona. La refineria cessà el 1927 (ja mort en Pere Catasús) a causa de la creació del monopoli estatal CAMPSA .

## Altres actuacions empresarials
Pere Catasús fou el febrer del 1904 cofundador i membre del primer consell d'administració de la Compañía Electro-Metalúrgica del Ebro. Aquesta empresa, que tenia la concessió d'un salt d'aigua de l'Ebre (a Sástago, Aragó), es dedicà a la fabricació de carbur de calci, matèria bàsica per a l'acetilè dels forns elèctrics. Catasús també va fundar la companyia Compras y Fletaciones, basada a París i dedicada al comerç del petroli. En el camp institucional, presidí la Cambra de Magatzemistes de Fusta de Barcelona, càrrec que ocupava en morir.
En la seva vila natal, encarregà al mestre d'obres Jaume Suñé i Juncosa una casa en el carrer de Sant Isidre, veïna de la del seu germà Antoni i del seu cunyat Josep . Acabat el 1882, el mateix Suñé en reformà la façana el 1898 en la forma que es pot observar encara en el present (l'edifici, en el número 33 del carrer, està ocupat per l'Hotel Romàntic ). En un gest filantròpic, Pere Catasús cobrí el 1899 els diners necessaris per a l'acabament de les escales de la Punta, iniciades per subscripció popular deu anys ennrere i aleshores aturades. Inaugurades aquestes el 26 d'agost del 1900 per l'alcalde Miquel Ribas i Llopis, a l'indret s'afixà una placa que donava constància d'aquesta aportació. Dos anys més tard, Catasús fou requerit per participar en la comissió pro-monument al doctor Robert. Mort Catasús el 1914, a la Festa Major del 1917, l'ajuntament que presidia Simó Llauradó i Clarà descobrí al saló de plens una placa amb el nom del patrici.